# Cordia sebestena
Espèce
Cordia sebestena ou sébestier, appelé  mapou rouge en Martinique, est une espèce d'arbre du genre Cordia de la famille des Boraginaceae.

## Synonymes
- Cordia laevis Jacq.
- Cordia speciosa Salisb.
- Sebestena sebestena (L.) Britton

## Description

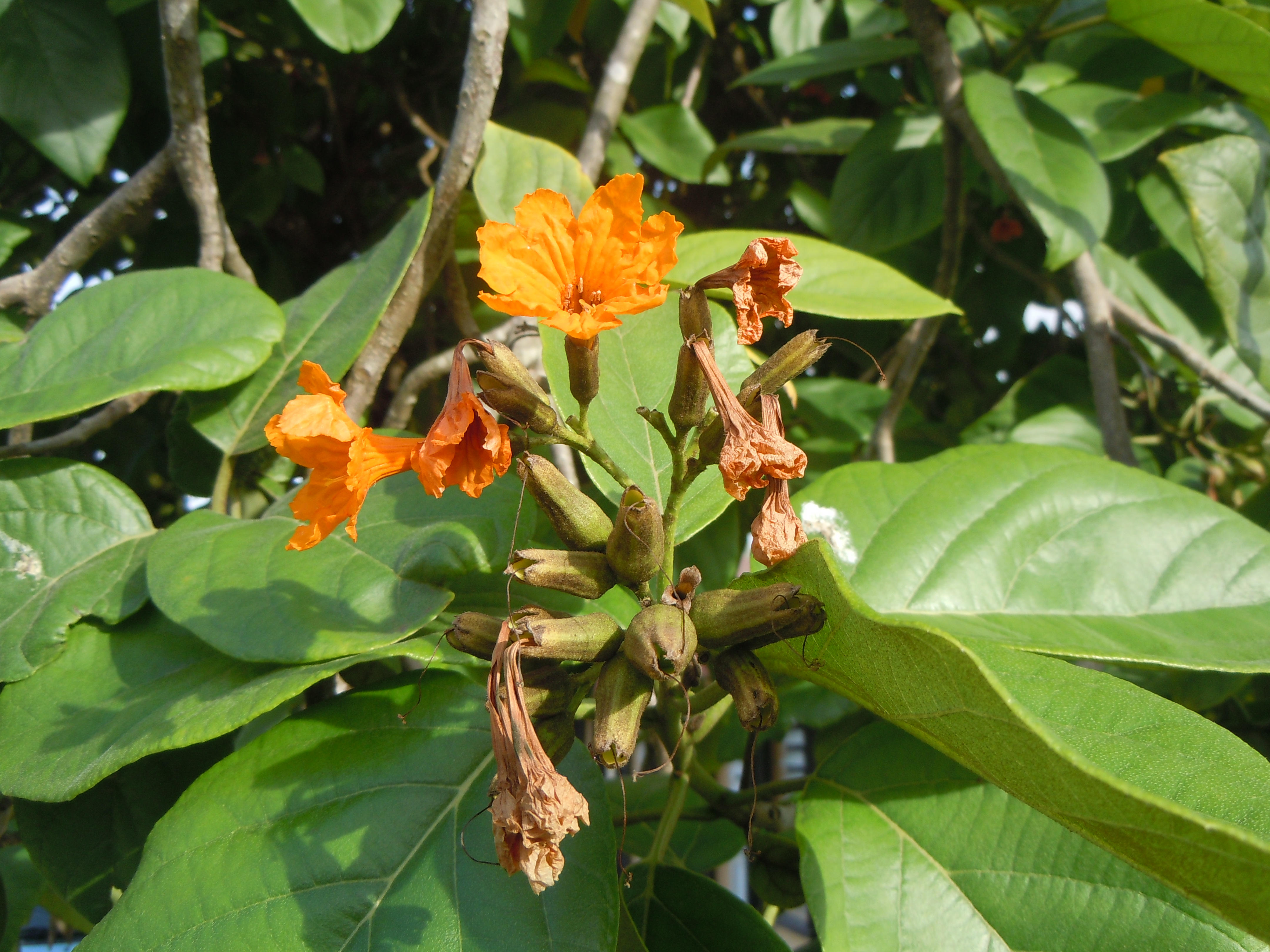
Inflorescence

- Petit arbre ou arbuste mesurant de 4 à 6 m de hauteur qui résiste au vent et à la sécheresse[2].
- Écorce brune, rude, gercée[1].
- Feuilles simples, alternées et pétiolées ; grandes, jusqu'à 20 cm de long, larges, elliptiques et velues.
- Fleurs orange à rouge vif, en groupe aux extrémités des branches, mesurant environ 2,5 cm avec de 5 à 7 pétales
- Floraison toute l'année
- Fruit: drupe ovoïde et blanche à la maturité, longue jusqu'à 3cm avec un gros noyau [3],[1].

## Répartition
Espèce originaire des Caraibes

## Utilisation
Cultivée comme arbuste d'ornement